# 安蠻郡
安蛮郡，中国南北朝时设置的郡。
南齐末年司州，有安蛮左郡。南梁改为安蛮郡，设湘州统御，为湘州治所。安蛮郡治所在新化县（今湖北省大悟县东北）。大宝二年（551年）被北齐占领，北齐废除安蛮郡，属地并入湘州（北江州）梁安郡。隋文帝开皇三年（583年）废梁安郡、北江州，属地并入黄州（永安郡）梁安县（木兰县）。